# Iomys horsfieldii
Lo scoiattolo volante di Giava (Iomys horsfieldii Waterhouse, 1838) è uno scoiattolo volante originario del Sud-est asiatico.

## Tassonomia
Attualmente, gli studiosi riconoscono quattro sottospecie di scoiattolo volante di Giava:
- I. h. horsfieldii Waterhouse, 1837 (penisola malese, Sumatra e Giava);
- I. h. davisoni Thomas, 1886 (Tioman);
- I. h. penangensis Chasen, 1940 (Penang);
- I. h. thomsoni Thomas, 1900 (Borneo).

## Descrizione
Lo scoiattolo volante di Giava è per lo più di colore bruno-arancio o grigio-bruno, con una coda leggermente più chiara sulla superficie ventrale e sui lati. Il corpo misura circa 18,2 cm di lunghezza, e la coda è lunga quanto il corpo, se non leggermente di più. Come altri scoiattoli volanti, possiede una sottile membrana di pelle, il patagio, che, unendo le zampe anteriori a quelle posteriori, consente all'animale di planare. Tale struttura è di colore leggermente più scuro del resto del corpo. L'animale ha inoltre occhi e orecchie relativamente grandi e lunghi artigli che gli consentono di fare presa sugli alberi sui quali vive.
Non vi sono notizie riguardo ad un probabile dimorfismo sessuale, ma nelle specie appartenenti a due generi strettamente imparentati, Hylopetes e Petinomys, maschi e femmine non mostrano grandi differenze tra loro, ed è quindi probabile che i sessi siano simili anche nello scoiattolo volante di Giava.
Finora sono state descritte quattro sottospecie di scoiattolo volante di Giava, ma gli esemplari catturati sono troppo pochi per stabilire con certezza se essi appartengano veramente a gruppi distinti. I. h. davisoni ha il mantello di colore grigio-marrone scuro, una coda di colore marrone scuro chiazzata di rosso-bruno all'estremità e denti brevi. I. h. penangensis ha una colorazione più chiara e lucente e denti più lunghi. I. h. thomsoni è molto simile a I. h. davisoni, ma ha la coda di un colore rosso-bruno uniforme, non chiazzata.
Lo scoiattolo volante di Giava si distingue dai suoi parenti prossimi per le maggiori dimensioni, la colorazione arancione del ventre e l'assenza, o quasi, di peli sulla superficie superiore dei padiglioni auricolari. Una specie molto simile, Petinomys genibarbis, si distingue per la presenza di una sorta di verruca spessa 5 mm su ogni guancia, dalla quale si dipartono lunghe vibrisse nere.

## Distribuzione e habitat
La presenza dello scoiattolo volante di Giava è limitata all'Asia meridionale. Il suo areale originario si estende dalla penisola malese fino a Sumatra, Giava e Borneo. La specie è stata avvistata anche a Singapore, Tioman e Penang.
È un animale abbastanza adattabile, che occupa una vasta gamma di habitat forestali, perfino quelli più degradati. Si incontra anche nelle boscaglie e nelle piantagioni di durian. Trova riparo nelle cavità degli alberi.

## Biologia
Gli scoiattoli volanti di Giava sono notturni e arboricoli. Come altri scoiattoli volanti, sono probabilmente in grado di planare tra gli alberi per lunghe distanze e di utilizzare i lunghi artigli per fare presa sui rami. Non sappiamo quasi nulla sol loro comportamento sociale. I membri del genere Petaurista, ad essi imparentati, sono stati tuttavia visti mangiare da soli o in piccoli gruppi, ed è quindi probabile che anche gli esemplari di questa specie siano organizzati in questa maniera.

### Alimentazione
Non abbiamo nessuna informazione sulla dieta degli scoiattoli volanti di Giava. Tuttavia, come le specie del genere Petaurista, sono erbivori e frugivori e si nutrono molto probabilmente di frutti, noci e germogli.

### Riproduzione
Gli scoiattoli volanti di Giava non sono mai stati oggetto di studio, quindi anche le loro abitudini riproduttive sono in gran parte sconosciute. Ancora una volta, quindi, bisogna fare un paragone con le specie di Petaurista, nelle quali sono state registrate nidiate di uno o due piccoli. Anche la stagione riproduttiva è sconosciuta, ma dal momento che la specie vive in zone dal clima tropicale, molto probabilmente essa è in grado di riprodursi in ogni periodo dell'anno.
Alcune specie di Petaurista sono vissute in cattività fino a 13,5 anni, ma dato che lo scoiattolo volante di Giava ha dimensioni inferiori è probabile che la sua speranza di vita sia più breve, sebbene finora non abbiamo ancora prove per stabilire questo con certezza.

## Predatori
Tra i possibili predatori dello scoiattolo volante di Giava vi sono la civetta delle palme asiatica (Paradoxurus hermaphroditus) e la civetta delle palme dai denti piccoli (Arctogalidia trivirgata), due Viverridi arboricoli che occupano lo stesso areale e che si nutrono di scoiattoli e di piccoli mammiferi. Nel Sud-est asiatico vi sono inoltre molti altri carnivori arboricoli, come il linsango fasciato (Prionodon linsang) e il binturong (Arctictis binturong), che potrebbero dare la caccia a questo animale.

## Conservazione
La IUCN colloca lo scoiattolo volante di Giava tra le specie a rischio minimo, poiché esso è molto diffuso e comune nella regione indo-malese, ed è inoltre molto adattabile. Tuttavia, a Singapore esso è divenuto molto raro, se non addirittura scomparso del tutto, a causa dell'incremento demografico e della deforestazione di gran parte dell'isola. Fortunatamente, altrove è ancora molto numeroso e le sue popolazioni sono stabili. Attualmente in Indonesia I. horsfieldii viene considerato una specie protetta, ed esso vive all'interno di un gran numero di aree protette.